# Ларионовская (Вологодская область)
Ларионовская — деревня в Кадуйском районе Вологодской области.
Входит в состав сельского поселения Семизерье (до 2015 года входила в Барановское сельское поселение), с точки зрения административно-территориального деления — в Барановский сельсовет.
Расстояние по автодороге до районного центра Кадуя — 75 км, до центра сельсовета деревни Барановская — 1 км. Ближайшие населённые пункты — Барановская, Коротневая, Торки.
По переписи 2002 года население — 42 человека (26 мужчин, 16 женщин). Всё население — русские.